# Associação de Patinagem de Macau
A Associação de Patinagem de Macau (APM) é a federação que orienta e regulamenta as competições de hóquei em patins, patinagem artística e patinagem de velocidade em Macau. É responsável por todas as seleções nacionais masculina e feminina e membro da FIRS (Federation International of Roller Sports) desde 1984 e membro da CARS (Confederation of Asia Roller Sports) desde 1985.
A APM é presidida por António Aguiar.

## História
A associação foi criada em 1982 com o objectivo de «promover, desenvolver e organizar os desportos da patinagem em geral e o hóquei em patins em particular», sendo que os seus Estatutos foram publicados a 1 Janeiro de 1983.
A estreia da Seleção Macaense de Hóquei em Patins Masculino deu-se no Campeonato do Mundo B de Hóquei em Patins 1984 na qual se classificou em nono lugar.
Macau organizou por três vezes o Campeonato do Mundo B de Hóquei (1990, 1998 e 2004), tendo em 2004 obtido a sua melhor prestação (4º lugar) e dessa forma se ter qualificado para disputar o Campeonato Mundial A, a primeira participação de sempre de uma selecção asiática.
Em 2009 a selecção da RAEM foi convidada a participar no 63.º torneio das Nações em Montreux na Suíça, tornando-se na primeira selecção asiática a disputar a competição, feito que viria a repetir em 2011.

## Competições
Torneios organizados pela Associação de Patinagem de Macau:
Masculinas
- Torneio Intercontinental de Hóquei em Patins